# Thabo Sefolosha
Thabo Patrick Sefolosha (Vevey; 2 de mayo de 1984) es un exjugador de baloncesto suizo, de ascendencia sudafricana y francesa, que disputó 14 temporadas en la NBA. Con 1,98 metros de estatura, jugaba en las posiciones de escolta y alero.

## Carrera

### Europa
Sefolosha fue invitado para trabajar con la selección júnior de Suiza, y a los 17 años empezó su carrera deportiva en Tege Riviera Basket, en la liga Suiza. En un viaje a Francia, Thabo atrajo la atención de un ojeador de talentos francés que lo fichó para el Élan Sportif Chalonnais, de la primera francesa.
Sefolosha pasó su primer año en Chalon-sur-Saône jugando con el equipo júnior Sub-21. Al año siguiente, en la 2003-04 ascendió al primer equipo, donde participó en 30 partidos y promedió 4 puntos, 3,5 rebotes y 1 asistencia por partido. Esa temporada disputó el europeo Sub-20, donde se salió personalmente con averaged 16.0 puntos, 10.6 rebotes y 3.8 robos por encuentro. 
En la 2004-05, Thabo se hizo con un hueco en el quinteto titular, y fue pieza clave para que el equipo acabase 3.º en la liga llegando hasta las semifinales en playoffs. Sus promedios fueron de 9,4 puntos, 7 rebotes y 1 robo en 3,.7 minutos de juego. En la Copa ULEB mejoró sus números: 10,3 puntos y 7,7 rebotes en 29 minutos de los 10 partidos jugados. Aquella temporada participó además en el All Star.
Antes de empezar su cuarta temporada con Chalonnais, se produjo un desacuerdo entre el presidente y el agente de Thabo acerca del nuevo contrato de este. A raíz de eso, Sefolosha firmó con el Angelico Biella, de Italia. Sus números en la LEGA fueron de 12 puntos, 6,4 rebotes, 2,3 asistencias y 1,95 robos en 29,4 minutos de media.

### NBA

#### Chicago Bulls

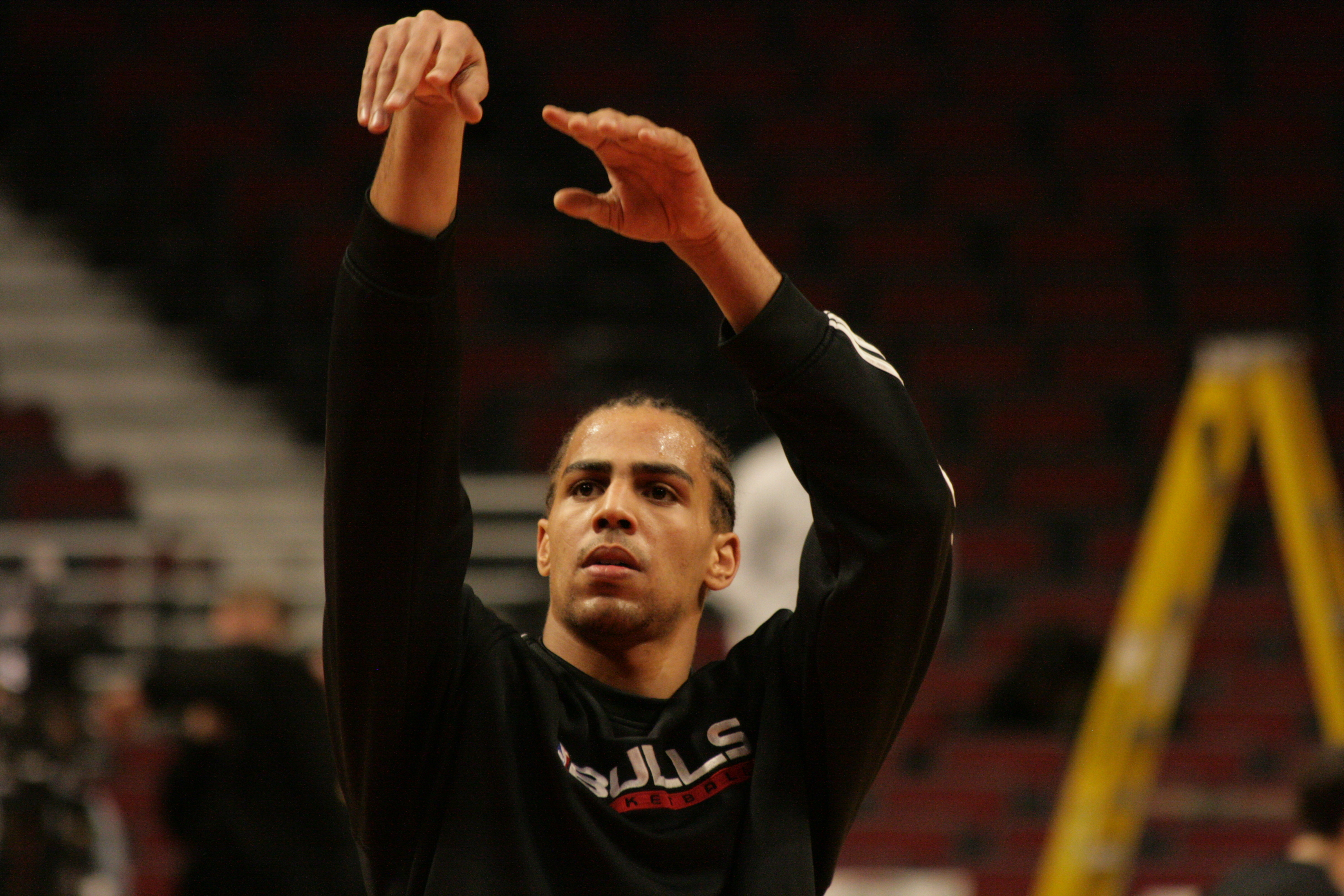
Sefolosha en su etapa en los Bulls.

Thabo se presentó al draft de 2006, donde fue elegido, sorprendentemente, en el puesto 13 de 1.ª ronda por Philadelphia 76ers. A continuación, lo traspasaron a Chicago Bulls por la elección 16 (Rodney Carney) y dinero. El propio Sefolosha afirmó que le sorprendió oír su nombre tan rápido. Pensó que tal vez se podía tratar de un error o algo parecido. Fue luego cuando le comentaron lo del traspaso a Chicago, una idea que le encantó al jugador.
Las razones que dio el técnico de los Bulls, Scott Skiles, para el fichaje fueron que Thabo es un jugador versátil, de un físico privilegiado, manos rápidas y brazos muy largos, un buen defensor con experiencia profesional, con lo que pensaba que podría ofrecer un rendimiento más interesante que muchos de los rookies que tan solo llegan con experiencia universitaria a la NBA.
El suizo tuvo una perfecta carta de presentación en la liga de verano de Chicago, donde promedió 16 puntos, 4 rebotes, 2 asistencias y 3,5 robos en solo 2 partidos, debido a una pequeña lesión. Varios ojeadores comentaron que era un jugador muy completo y que podría ayudar a los Bulls de inmediato.
En su primera campaña en los Bulls no tuvo excesiva aportación, pero dejó entrever que podía ser un jugador de equipo a tener muy en cuenta. Sus números fueron de 3,7 puntos y 2,1 rebotes. Marcó su máximo en puntos ante Golden State Warriors con 19. Pero tal vez su mejor partido esa temporada fue ante Charlotte Bobcats el 23 de diciembre de 2006, en donde hizo un partido completísimo: 14 puntos, 9 rebotes, 2 asistencias, 2 robos y 1 tapón.
En su segundo año tuvo más oportunidades, empezando 22 partidos de los 69 que jugó siendo titular, con las que casi dobla sus promedios, dejándolos en 6,7 puntos, 3,7 rebotes y 1,9 asistencias en 20,8 minutos de juego. Su mejor partido esa temporada, seguramente, fue ante los Miami Heat el 14 de febrero de 2008: 17 puntos, 12 rebotes, 1 asistencia y 4 robos.

#### Oklahoma City Thunder

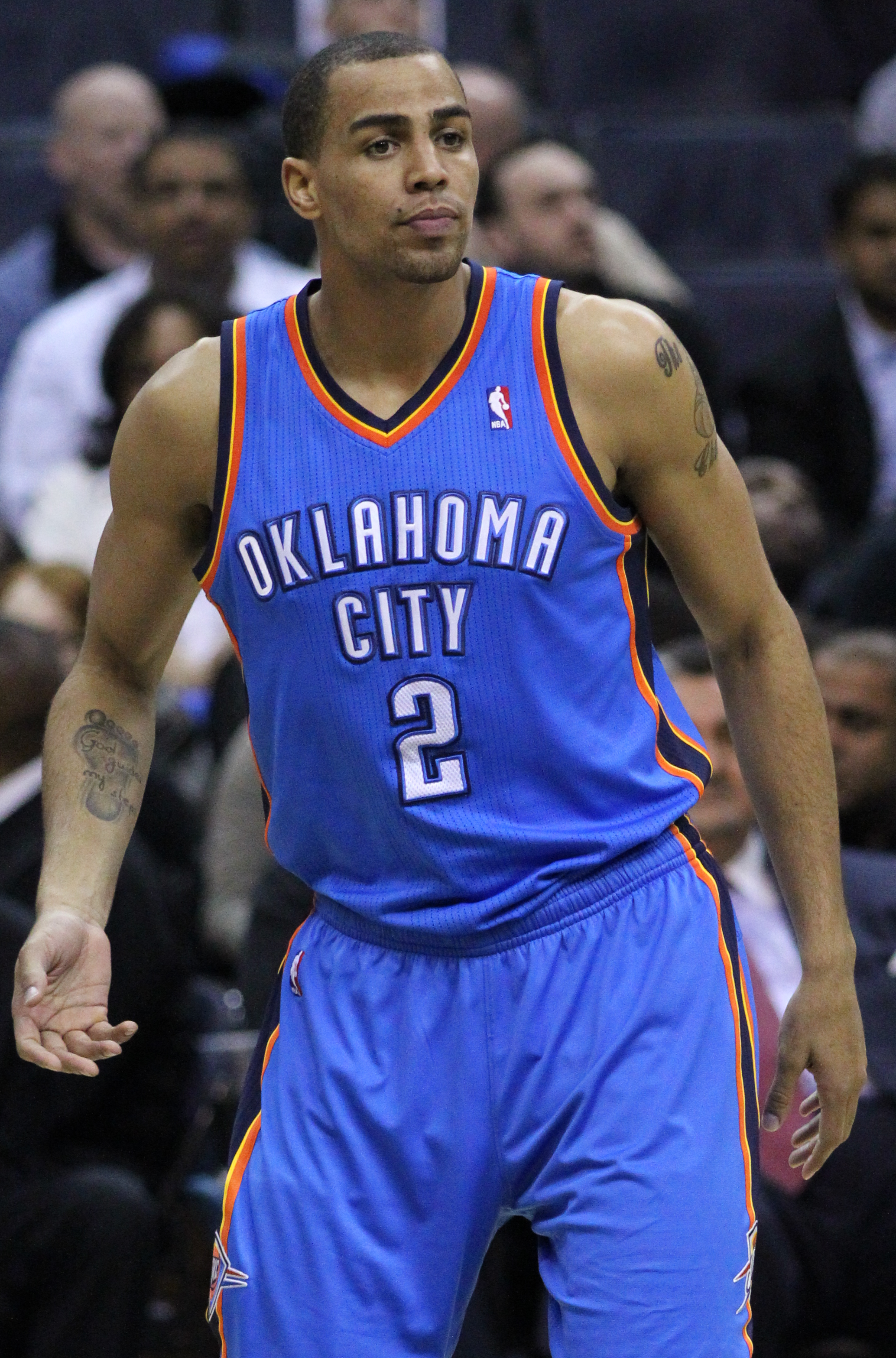
Sefolosha con los Thunder en 2011.

El 19 de febrero de 2009, en la fecha límite del periodo de traspasos, Sefolosha fue traspasado a los Oklahoma City Thunder por una selección de primera ronda procedente de los Nuggets, que Chicago utilizó posteriormente para elegir a Taj Gibson. Desde que llegó fue titular, aumentado cuantiosamente sus números, además de ser elegido para el Segundo Mejor Quinteto Defensivo de la temporada 2009-10 y ser propuesto en las últimas votaciones del All Star Game.
En octubre de 2011, durante la huelga de 2011 de la NBA, Sefolosha con el Fenerbahçe Ülker en Turquía, pero solo para los partidos de la Euroliga. Su contrato tenía una cláusula que le permitió regresar a los Oklahoma City Thunder al final de la huelga. Sefolosha jugó 7 partidos con el Fenerbahçe Ülker durante la temporada 2011-12 de la Euroliga.
En el 2012, Sefolosha y los Thunder llegaron a las Finales de la NBA, pero fueron derrotados por los Miami Heat.

#### Atlanta Hawks
El 15 de julio de 2014, Sefolosha fue adquirido por los Atlanta Hawks en un acuerdo de firma y traspaso (sign-and-trade), junto con los derechos de Giorgos Printezis, a cambio de los derechos de Sofoklis Schortsanitis.
[actualizar]

#### Utah Jazz
Tras tres temporadas en Atlanta, el 18 de julio de 2017, firma un contrato multianual con Utah Jazz. El 12 de enero de 2018, ante Charlotte Hornets, sufre una lesión en el ligamento colateral tibial de la rodilla derecha. Fue operado al día siguiente, diciendo adiós a la temporada. El 3 de abril, fue suspendido por cinco encuentros por violar en programa Antidroga de la NBA.

#### Houston Rockets
El 23 de septiembre de 2019, Sefolosha firma un contrato de un año con Houston Rockets. Disputó 41 partidos con los Rockets, todos ellos saliendo desde el banquillo. Siendo el 8 de marzo de 2020, su último encuentro como profesional.
Sefolosha anunció su retirada del baloncesto profesional el 31 de marzo de 2021.

## Estadísticas de su carrera en la NBA

### Temporada regular
| Año     | Equipo        | PJ  | PT  | MPP  | %TC  | %3P  | %TL  | RPP | APP | ROB | TPP | PPP |
| ------- | ------------- | --- | --- | ---- | ---- | ---- | ---- | --- | --- | --- | --- | --- |
| 2006-07 | Chicago       | 71  | 4   | 12.2 | .426 | .357 | .511 | 2.2 | .8  | .5  | .2  | 3.6 |
| 2007-08 | Chicago       | 69  | 22  | 20.8 | .428 | .330 | .721 | 3.7 | 1.9 | .9  | .4  | 6.7 |
| 2008-09 | Chicago       | 43  | 14  | 17.1 | .434 | .300 | .840 | 2.9 | 1.5 | .8  | .4  | 4.5 |
| 2008-09 | Oklahoma City | 23  | 22  | 31.2 | .417 | .243 | .833 | 5.2 | 2.0 | 1.7 | 1.1 | 8.5 |
| 2009-10 | Oklahoma City | 82  | 82  | 28.6 | .440 | .313 | .674 | 4.7 | 1.8 | 1.2 | .6  | 6.0 |
| 2010-11 | Oklahoma City | 79  | 79  | 25.9 | .471 | .275 | .747 | 4.4 | 1.4 | 1.2 | .5  | 5.1 |
| 2011-12 | Oklahoma City | 42  | 42  | 21.8 | .432 | .437 | .884 | 3.0 | 1.1 | .9  | .4  | 4.8 |
| 2012-13 | Oklahoma City | 81  | 81  | 27.5 | .481 | .419 | .826 | 3.9 | 1.5 | 1.3 | .5  | 7.6 |
| 2013-14 | Oklahoma City | 61  | 61  | 26.0 | .415 | .316 | .768 | 3.6 | 1.5 | 1.3 | .3  | 6.3 |
| 2014-15 | Atlanta       | 52  | 7   | 18.8 | .418 | .321 | .776 | 4.3 | 1.4 | 1.0 | .4  | 5.3 |
| 2015-16 | Atlanta       | 75  | 11  | 23.4 | .507 | .341 | .776 | 4.5 | 1.4 | 1.1 | .5  | 6.4 |
| 2016-17 | Atlanta       | 62  | 42  | 25.7 | .441 | .342 | .733 | 4.4 | 1.7 | 1.5 | .5  | 7.2 |
| 2017-18 | Utah          | 38  | 6   | 21.2 | .492 | .381 | .815 | 4.2 | .9  | 1.4 | .3  | 8.2 |
| 2018-19 | Utah          | 50  | 2   | 12.2 | .477 | .436 | .636 | 2.5 | .5  | .9  | .1  | 3.8 |
| 2019-20 | Houston       | 41  | 0   | 10.6 | .407 | .278 | .375 | 2.3 | .6  | .6  | .3  | 2.2 |
| Total   | Total         | 869 | 475 | 21.9 | .449 | .349 | .732 | 3.7 | 1.4 | 1.1 | .4  | 5.7 |

### Playoffs
| Año   | Equipo        | PJ | PT | MPP  | %TC  | %3P  | %TL   | RPP | APP | ROB | TPP | PPP |
| ----- | ------------- | -- | -- | ---- | ---- | ---- | ----- | --- | --- | --- | --- | --- |
| 2007  | Chicago       | 9  | 0  | 11.0 | .385 | .375 | .583  | 1.9 | .8  | .2  | .0  | 3.3 |
| 2010  | Oklahoma City | 6  | 6  | 21.2 | .296 | .231 | .889  | 3.0 | 1.2 | .8  | 1.0 | 4.5 |
| 2011  | Oklahoma City | 17 | 17 | 20.2 | .463 | .154 | 1.000 | 3.1 | .7  | .9  | .3  | 4.6 |
| 2012  | Oklahoma City | 20 | 20 | 22.3 | .402 | .327 | .889  | 2.7 | 1.3 | 1.5 | .5  | 5.3 |
| 2013  | Oklahoma City | 11 | 11 | 27.3 | .344 | .316 | .818  | 4.5 | 2.1 | 1.1 | .5  | 5.7 |
| 2014  | Oklahoma City | 13 | 13 | 17.5 | .415 | .261 | .800  | 2.3 | .8  | .8  | .0  | 4.2 |
| 2016  | Atlanta       | 10 | 2  | 20.3 | .478 | .368 | .533  | 4.1 | 1.7 | 1.0 | .6  | 5.9 |
| 2017  | Atlanta       | 4  | 0  | 2.3  | .000 | .000 | .250  | .0  | .0  | .0  | .0  | .3  |
| 2019  | Utah          | 4  | 0  | 10.5 | .143 | .125 | -     | 2.0 | .5  | .0  | .0  | 1.3 |
| Total | Total         | 96 | 69 | 18.8 | .396 | .283 | .744  | 2.8 | 1.1 | .9  | .3  | 4.4 |

### Euroliga
| Año     | Equipo           | PJ | PT | MPP  | %TC  | %3P  | %TL  | RPP | APP | ROB | TPP | PPP  |
| ------- | ---------------- | -- | -- | ---- | ---- | ---- | ---- | --- | --- | --- | --- | ---- |
| 2011-12 | Fenerbahçe Ülker | 7  | 6  | 26.9 | .529 | .500 | .633 | 6.0 | 0.9 | 2.1 | 0.4 | 11.4 |

## Vida personal
Thabo nació en Suiza de padre sudafricano y madre suiza. Ha vivido en 5 países y habla 3 lenguas: Italiano, Francés e Inglés. Fue el primer jugador suizo en la historia de la NBA.
En octubre de 2017, Sefolosha reveló que el mes anterior salvó a una mujer de morir ahogada mientras él y su familia hacían un viaje en balsa por el río Provo (Condado de Utah).

### Altercado en NY
El 8 de abril de 2015, Sefolosha y su compañero en los Hawks Pero Antić, fueron arrestados a la salida de un club nocturno en New York City, por interferir presuntamente con la policía después de que Chris Copeland, de los Pacers, fuera apuñalado en el abdomen tras una pelea. Durante el altercado, los agentes de la policía de Nueva York rompieron la pierna derecha de Sefolosha, dejándolo fuera de combate para el resto de la temporada. Fue operado el 16 de abril para reparar una fractura de tibia y daños en los ligamentos.
La fiscalía ofreció a Sefolosha un acuerdo de culpabilidad, que habría supuesto la retirada de los cargos después de seis meses, pero Sefolosha lo rechazó el 9 de septiembre de 2015, a pesar de que su abogado, Alex Spiro, le instó a aceptarlo. Sefolosha dijo que quería dejar que el caso siguiera adelante con el juicio; al mismo tiempo, se retiraron los cargos contra Antić. La audiencia judicial fue fijada el 5 de octubre de 2015. El 9 de octubre el jugador de Manhattan, encontró a Thabo no culpable, y le fueron retirados los tres cargos: obstrucción a la administración pública, alteración del orden público y resistencia a la autoridad. El 21 de octubre de 2015, Sefolosha anunció que demandaría a la ciudad de Nueva York, así como a ocho agentes de policía, por hasta 50 millones de dólares en daños y perjuicios. El 9 de abril de 2017, se anunció que Sefolosha había llegado a un acuerdo con la policía de Nueva York por 4 millones de dólares, una "parte sustancial" de la cual donó a Gideon's Promise, una organización sin ánimo de lucro dedicada a la educación de los defensores públicos.